# Битва при Левунионе
Битва при Левунионе (греч. Μάχη του Λεβουνίου) — сражение 29 апреля 1091 года, во время которого греко-половецкое войско под предводительством Алексея Комнина разгромило войско печенегов и истребило их семьи, сопровождавшие обозы.

## Ход событий
В 1090 году печенеги (около 40 000 вместе с семьями) вторглись из северо-западного Причерноморья и направились к византийской столице Константинополю, по пути грабя северные Балканы. Ситуация для византийцев осложнялась тем, что печенеги действовали в союзе с флотом сельджукского пирата Чахи. Византийский император Алексей Комнин обратился за помощью к другому тюркскому кочевому племени половцам (куманам) и заключил договор с их ханами Боняком и Тугорканом. Кроме того, император обратился за помощью к папе римскому Урбану II, который весной 1091 года  отправил войско на помощь Алексею I.
Поздней весной 1091 года половецкое войско прибыло на территорию Византии, и объединенная армия приготовилась выступить против печенегов. В понедельник, 28 апреля 1091 года, Алексей и его союзники достигли лагеря печенегов возле города Энос (Энез) у устья реки Марицы.
Похоже, печенеги были застигнуты врасплох. В любом случае, битва, которая произошла на следующее утро в Левунионе, была фактически резней. Воины печенегов привели с собой своих женщин и детей, и они были совершенно не готовы к свирепости атаки, которая была на них обрушена. Половцы и византийцы напали на вражеский лагерь, убивая всех на своем пути. По словам византийской принцессы Анны Комнин, в один день был уничтожен целый народ:
Можно было видеть необычайное зрелище: целый народ, считавшийся не десятками тысяч, но превышавший всякое число, с жёнами и детьми, целиком погиб в этот день.
 Выжившие были захвачены византийцами и взяты на императорскую службу.
После уничтожения печенегов европейские владения империи теперь были в безопасности. Алексей проявил себя как спаситель Византии в час испытаний. Битва при Левунионе в 1091 году ознаменовала начало возрождения византийской власти и влияния, которое продлится сто лет, до упадка династии Комнинов в конце XII века.